# Conseil régional de la culture
Les conseils régionaux de la culture (CRC) sont des partenaires privilégiés du Ministère de la culture et des communications du Québec qui relèvent de ses directions régionales et qui ont pour objectif d'accompagner le développement des artistes professionnels et des organismes culturels de leur territoire de juridiction respectif.

## Description
Les CRC sont des organismes à but non lucratif autonomes soutenus financièrement par le Programme d'aide au fonctionnement pour les organismes de regroupement du MCC. Ils sont membres du Réseau des conseils régionaux de la culture du Québec.
Les CRC se chiffrent au nombre de 15 et sont situés dans les régions du Centre du Québec, des Laurentides, de Québec et Chaudière-Appalaches, de Montréal, de Laval, de la Côte-Nord, de la Gaspésie, de la Mauricie, de la Montérégie, de l'Estrie, de l'Abitibi-Témiscamingue, de l'Outaouais, du Bas-Saint-Laurent, de Lanaudière et du Saguenay-Lac St-Jean.
Le réseau des CRC est partenaire officiel de La Fabrique culturelle, chaîne de contenus en ligne de Télé-Québec, notamment Culture Montérégie et Culture Outaouais. 
Les conseils régionaux de la culture sont instigateurs de projets à portée sociale, éducative ou communautaire dans toutes les régions du Québec, tel qu'en font foi à titre d'exemples l'événement éducatif « Faites de la musique » qui se tient annuellement au Saguenay-Lac-St-Jean, les Grands prix de la culture des Laurentides ou encore le Prix de littérature Clément-Morin en Mauricie.

## Historique
Le plus récent conseil régional de la culture à être créé est Culture Laval en 2014.
Depuis l'exercice fiscal gouvernemental 2018-2019, les CRC ont recruté des Agents de développement numérique (ADN) en lien avec la mesure 120 du Plan culturel numérique du Québec. Ceux-ci sont regroupés au sein du Réseau des agents de développement culturel numérique, le RADN. 